# Songs for Swingin' Lovers!
Songs for Swingin' Lovers! è un album del crooner statunitense Frank Sinatra, pubblicato nel 1956 dalla Capitol Records.

## Il disco
Se il successo di In the Wee Small Hours era basato sulla malinconia delle canzoni, l'esuberante e divertente Songs for Swingin' Lovers! procede su un fronte diverso. Lo spirito swing che caratterizza questo album è il frutto della collaborazione dell'arrangiatore Nelson Riddle e di Sinatra. Ottenne un successo considerevole sia da parte della critica che da parte del pubblico.
Le canzoni sono in media vecchie di vent'anni, e alcune provengono da musical di Hollywood e Broadway (come Anything Goes di Cole Porter). La vera "chicca" di questo album è I've Got You Under My Skin, sempre di Porter, che è una delle canzoni che più hanno caratterizzato Sinatra fino ai giorni nostri.
Nel 2003 fu classificato 306º sulla lista dei 500 migliori album di tutti i tempi, classifica stilata dal magazine Rolling Stone. Inoltre Songs for Swingin' Lovers! raggiunse la seconda posizione nella classifica Billboard 200, vinse il Disco d'oro, è stato il primo album di Sinatra a raggiungere il primo posto anche nelle classifiche inglesi e vinse il Grammy Hall of Fame Award 2000.

## Tracce

### Lato A
1. You Make Me Feel So Young - 2:57 - (Myrow, Gordon)
2. It Happened in Monterey - 2:36 - (Wayne, Rose)
3. You're Getting to Be a Habit with Me - 2:19 - (Warren, Dubin)
4. You Brought a New Kind of Love to Me - 2:48 - (Fain, Kahal, Norman)
5. Too Marvelous for Words - 2:29 - (Mercer, Whiting)
6. Old Devil Moon - 3:56 - (Lane, Harburg)
7. Pennies from Heaven - 2:44 - (Johnston, Burke)
8. Love Is Here to Stay - 2:42 - (Gershwin, Gershwin)

### Lato B
1. I've Got You Under My Skin - 3:43 - (Porter)
2. I Thought About You - 2:30 - (Mercer, Van Heusen)
3. We'll Be Together Again - 4:26 - (Fischer, Laine)
4. Makin' Whoopee - 3:06 - (Donaldson, Kahn)
5. Swingin' Down the Lane - 2:54 - (Jones, Kahn)
6. Anything Goes - 2:43 - (Porter)
7. How About You? - 2:45 - (Lane, Freed)

## Musicisti
- Frank Sinatra - voce;
- Nelson Riddle - arrangiamenti;
- Alvin Stoller - batteria;
- Joe Comfort - basso acustico;
- George Roberts - trombone basso;
- Harry "Sweets" Edison - tromba con sordina;
- Bill Miller - celesta.